# پیست ناتزیوناله مونتزا
پیست اتومبیل‌رانی ناتزیوناله مونتزا (انگلیسی: Autodromo Nazionale Monza) یک پیست مسابقات ورزش‌های موتوری است که در نزدیکی شهر مونتزا، در شمال میلان، ایتالیا واقع شده‌است. این پیست که در سال ۱۹۲۲ ساخته شده‌است، پس از پیست بروکلندز و ایندیاناپلیس، سومین پیست اتومبیل‌رانی است که تنها با هدف برگزاری مسابقات ورزش‌های موتوری ساخته شده‌است. مهم‌ترین رویدادی که به میزبانی این پیست برگزار می‌شود، گراند پری ایتالیا از سری مسابقات جهانی فرمول یک است. به استثناء فصل ۱۹۸۰، گراند پری ایتالیا از ابتدای دوران برگزاری مسابقات فرمول یک در این پیست برگزار شده‌است.
مجموعه ورزشی مونتزا که در یک منطقهٔ جنگلی در پارک ویلای سلطنتی مونتزا ساخته‌شده، دارای سه پیست متفاوت است – پیست گراند پری به‌طول ۵٫۷۹۳ کیلومتر (۳٫۶۰۰ مایل)، پیست کوچک به‌طول ۲٫۴۰۵ کیلومتر (۱٫۴۹۴ مایل)، و یک پیست بیضی سرعت بالا با پیچ‌های شیب‌دار به طول ۴٫۲۵۰ کیلومتر (۲٫۶۴۱ مایل) که در چندین دههٔ گذشته بلااستفاده بوده و امروزه در حال از بین رفتن است. پیچ‌های «کوروا گرانده»، «کوروا دی لزمو»، «واریانته اسکاری»  و «کوروا پارابولیکا» از ویژگی‌های مهم پیست گراند پری اصلی هستند. منحنی سرعت بالای کوروا گرانده پس از پیچ «واریانته دل رتیفیلو» قرار گرفته‌است. و پیچ رتیفیلو نیز در انتهای مسیر مستقیمی واقع شده‌است که «رتیفیلو تریبونه» نام دارد. این پیچ که در واقع یک چیکان محسوب می‌شود، معمولاً توسط رانندگان فرمول یک شکسته‌شده و با سرعت بالا طی می‌شود.
با توجه به پیچ‌های سریع و مسیرهای مستقیم طولانی این پیست، رانندگان در بیشتر طول مسیر با حداکثر قدرت و سرعت حرکت می‌کنند؛ همین موضوع باعث شده‌است که خودروهای چرخ‌باز فرمول یک بتوانند در پیست مونتزا بیشترین سرعتی را که قابلیت دستیابی به آن را دارند، به نمایش بگذارند: در اواسط دههٔ ۲۰۰۰ و با موتورهای وی۱۰، سرعت این خودروها به سرعت ۳۷۲ کیلومتر بر ساعت (۲۳۱ مایل بر ساعت) می‌رسید. اگرچه در سال ۲۰۱۲ با موتورهای ۲٫۴ لیتری وی۸ سرعت این خودروها در این پیست به‌ندرت از ۳۴۰ کیلومتر بر ساعت (۲۱۱ مایل بر ساعت) تجاوز می‌کرد؛ اما استفاده از ترکیب موتورهای ۱٫۶ لیتری وی۶ هایبرید، توربو با نیروی رو به پایین کاهش یافته در سال ۲۰۱۴، بیشینهٔ سرعت خودروهای فرمول یک در پیست مونتزا تا ۳۶۰ کیلومتر بر ساعت (۲۲۴ مایل بر ساعت) نیز به‌ثبت رسید. این پیست به‌طور کلی مسطح است، اما از دومین پیچ در منحنی دوقلوی لسموس تا پیچ واریانته اسکاری دارای یک شیب تدریجی ملایم است. با توجه به مشخصات پایین آیرودینامیکی مورد نیاز و در پی آن کاهش نیروی رو به پایین، چسبندگی در این پیست بسیار ضعیف است و کم‌فرمانی در مقایسه با سایر پیست‌ها در مونتزا مشکل جدی‌تری محسوب می‌شود؛ با این حال، اثر معکوس آن، یعنی بیش‌فرمانی نیز سکتور دوم پیست وجود دارد، و نیازمند استفاده از تکنیک بسیار متمایز قفل معکوس است. از آنجا که حداکثر توان و کمترین میزان نیروی پسار، کلید دستیابی به سرعت بیشتر در مسیرهای مستقیم هستند، تنها شرکت‌کنندگانی که از توان کافی پیشرانه یا بازدهی آیرودینامیکی بالا برخوردار باشند، قادر به رقابت برای دستیابی به جایگاه‌های بالای رده‌بندی در این پیست هستند.

## پیکربندی‌های پیشین پیست

پیست اولیه (۱۹۲۲–۱۹۳۳)
نوع چهارم (پیست فلوریو) (۱۹۳۵–۱۹۳۷)
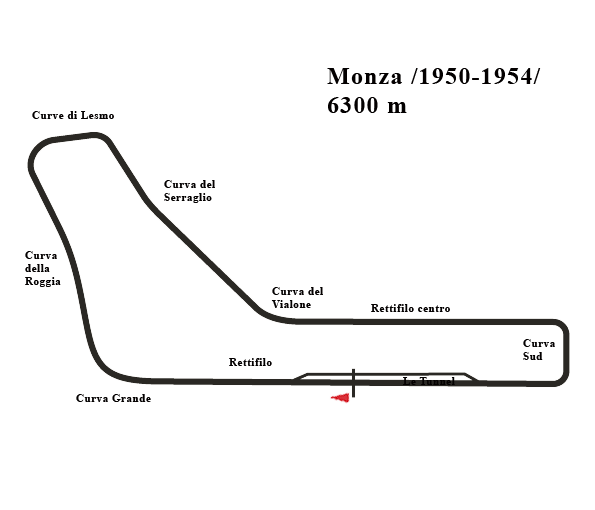
نوع ششم (۱۹۳۸–۱۹۵۴)
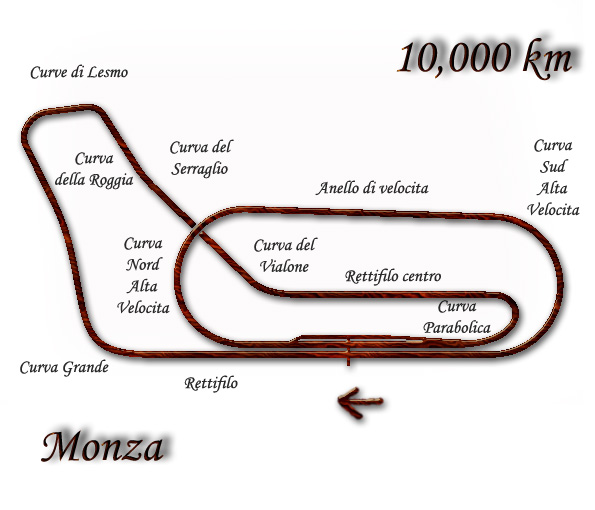
نوع هفتم (پیست ترکیبی) (۱۹۵۵–۱۹۶۹)
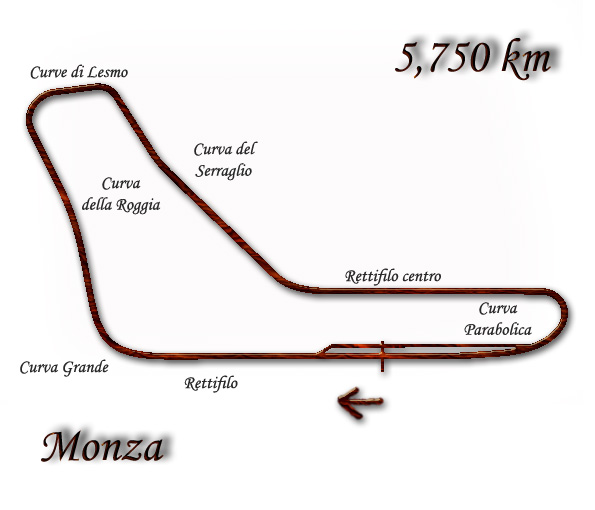
نوع هفتم (پیست جاده‌ای) (۱۹۵۵–۱۹۷۳)
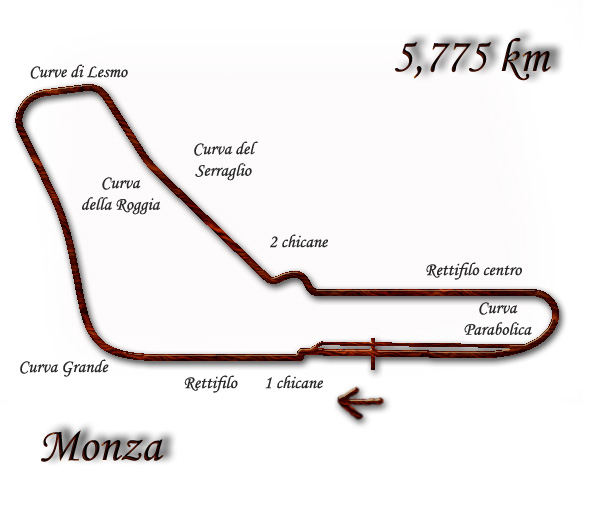
نوع هشتم (۱۹۷۲–۱۹۷۳)
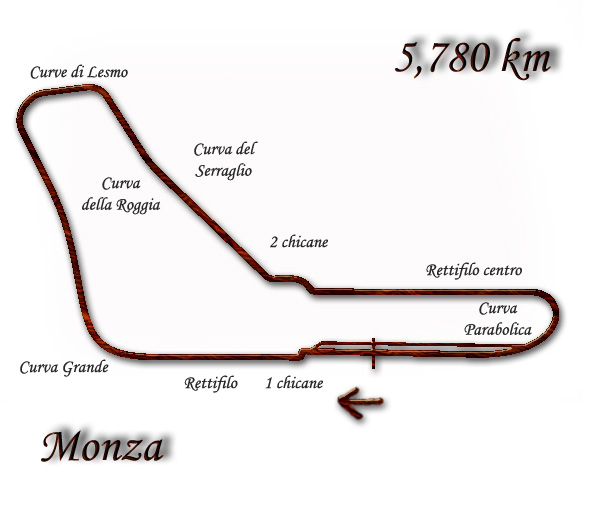
نوع نهم (۱۹۷۴–۱۹۷۵)
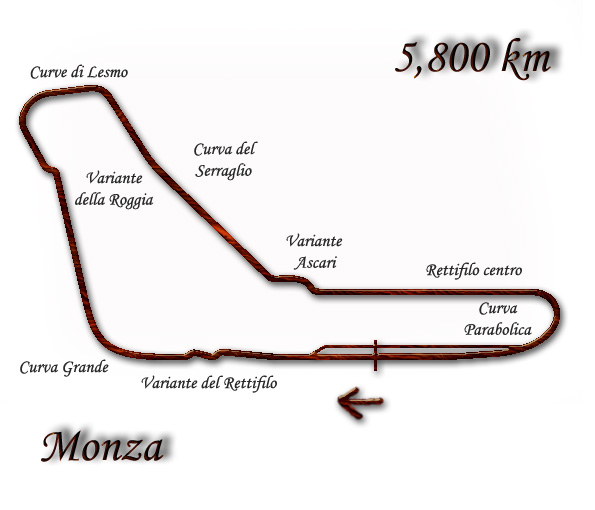
نوع دهم (۱۹۷۶–۱۹۹۳)
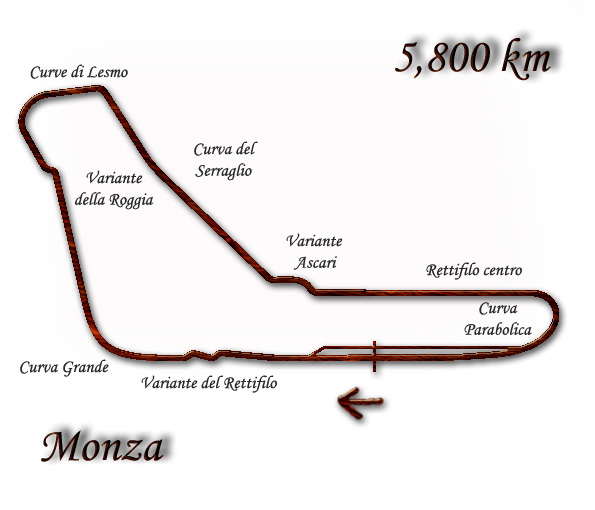
نوع یازدهم (۱۹۹۴)
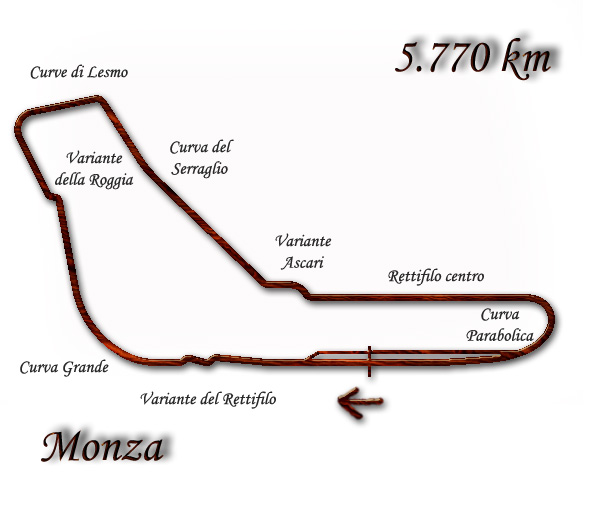
نوع دوازدهم (۱۹۹۵–۱۹۹۹)
نوع سیزدهم (۲۰۰۰-اکنون)

## نگارخانه

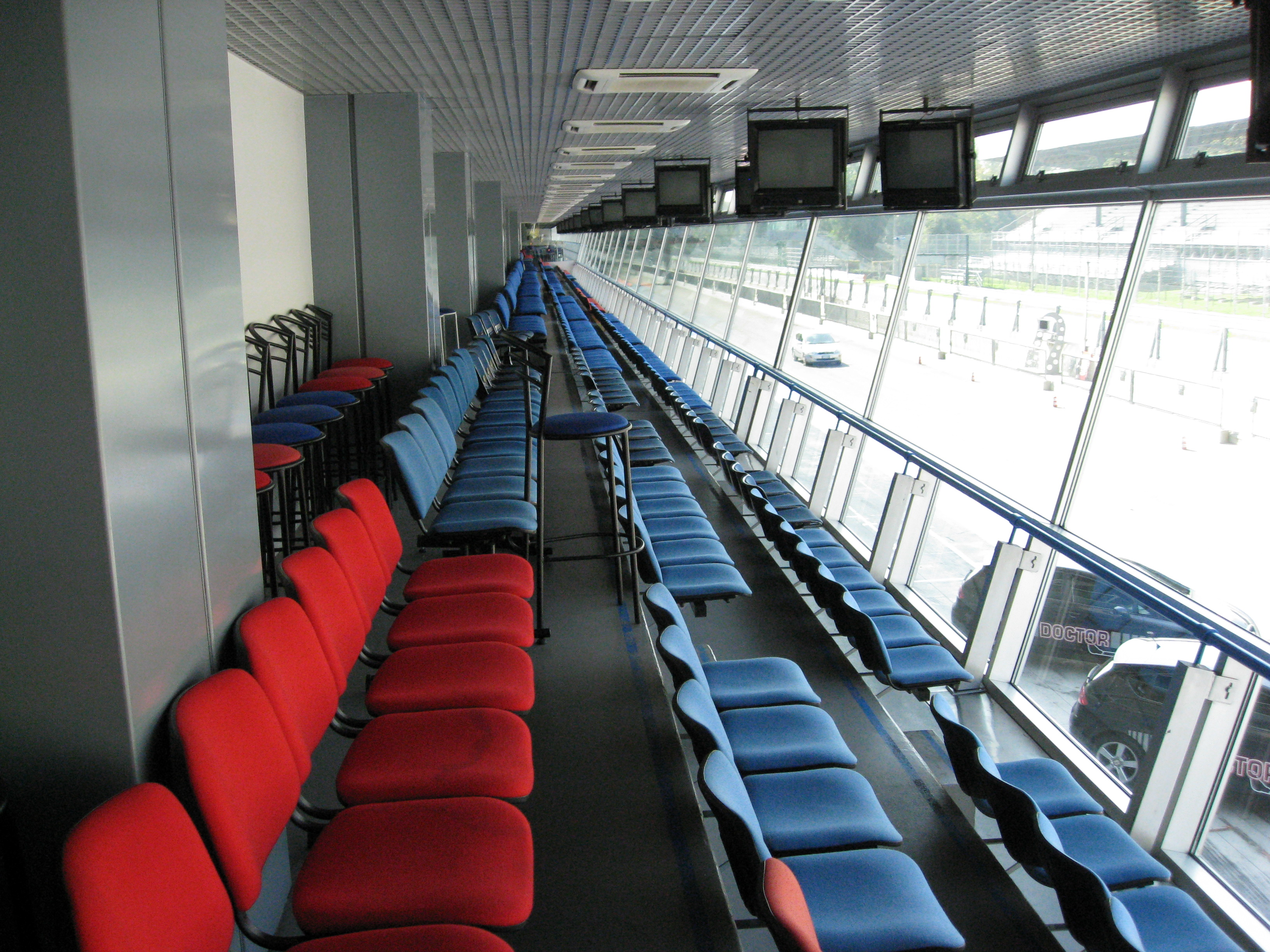
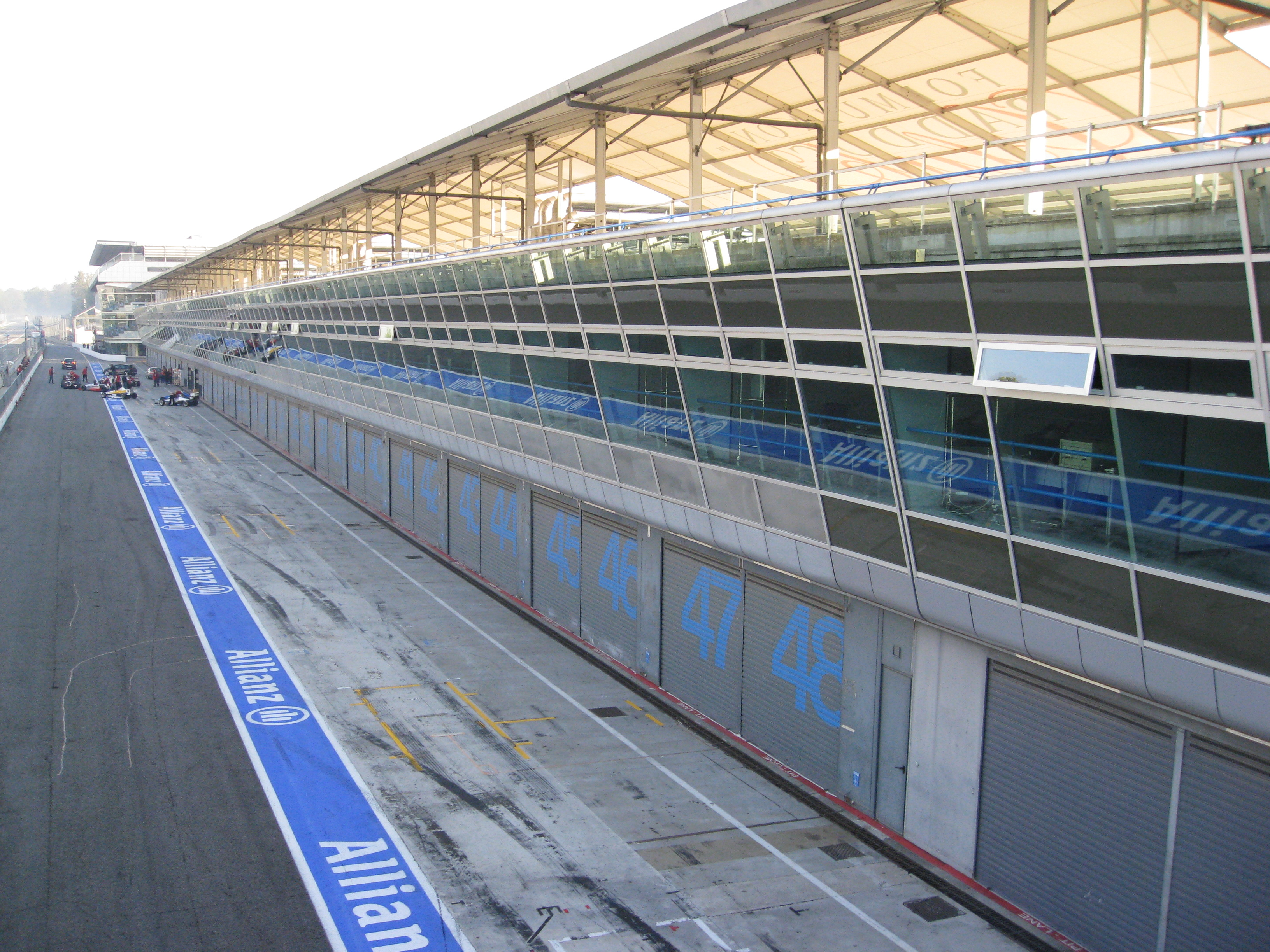
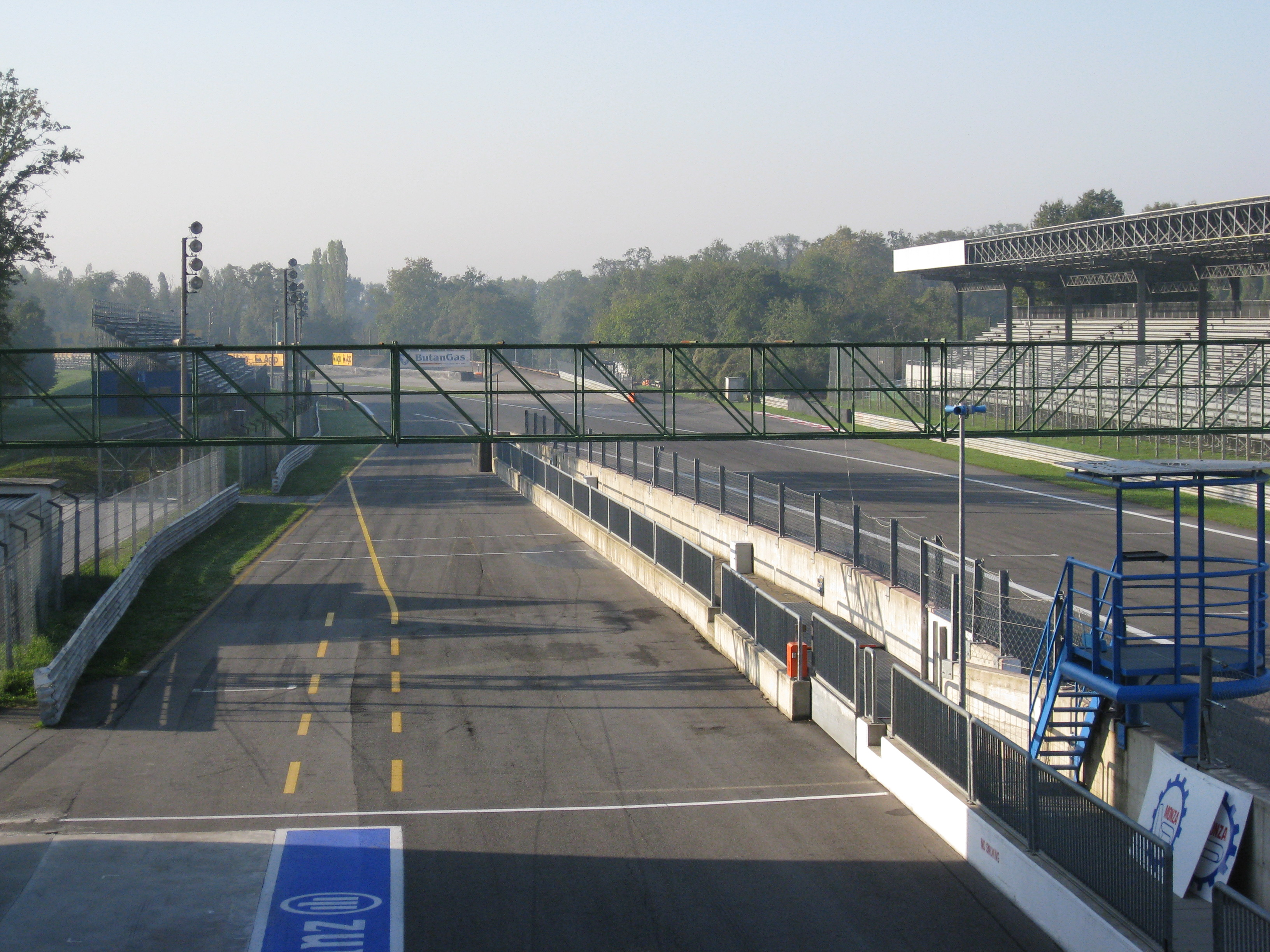
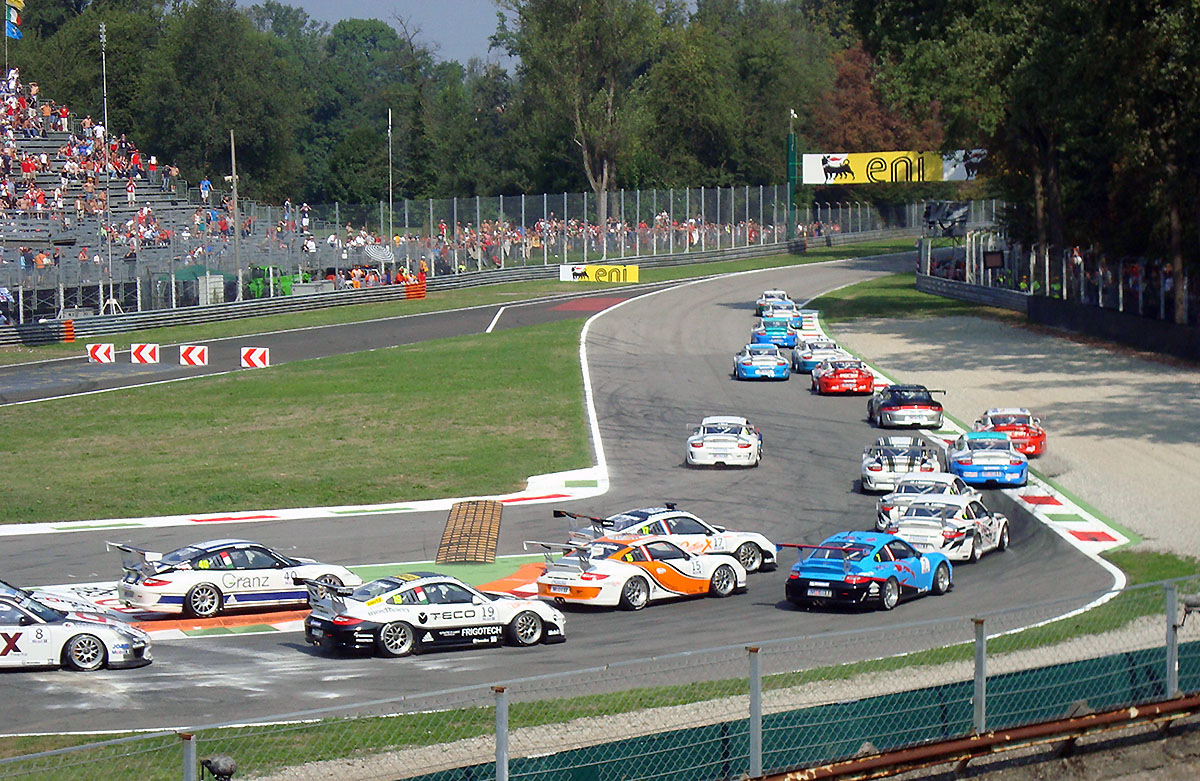